# Liste der Biografien/Cui
Liste der Biografien |
Portal Biografien |
Personensuche
# |
A |
B |
C |
D |
E |
F |
G |
H |
I |
J |
K |
L |
M |
N |
O |
P |
Q |
R |
S |
T |
U |
V |
W |
X |
Y |
Z |
?
 
Ca |
Cb |
Cc |
Ce |
Ch |
Ci |
Cj |
Ck |
Cl |
Cm |
Cn |
Co |
Cr |
Cs |
Ct |
Cu |
Cv |
Cw |
Cy |
Cz
 
Cua |
Cub |
Cuc |
Cud |
Cue |
Cuf |
Cug |
Cuh |
Cui |
Cuj |
Cuk |
Cul |
Cum |
Cun |
Cuo |
Cup |
Cuq |
Cur |
Cus |
Cut |
Cuv |
Cuw |
Cux |
Cuy |
Cuz
Die Liste der Biografien führt alle Personen auf, die in der deutschsprachigen Wikipedia einen Artikel haben. Dieses ist eine Teilliste mit 27 Einträgen von Personen, deren Namen mit den Buchstaben „Cui“ beginnt.

## Cui
- Cui Xiaotong (* 1994), chinesische Ruderin
- Cui Xijun (* 1985), chinesischer Eishockeyspieler
- Cui Yongyuan (* 1963), chinesischer Fernsehmoderator, Filmproduzent, Professor für Medienwissenschaft und Kommentator in sozialen Medien
- Cui Zhinan (* 1985), chinesischer Eishockeyspieler
- Cui, Bai, chinesischer Maler
- Cui, César (1835–1918), russischer Komponist und Musikkritiker
- Cui, Francis Joseph Qingqi (* 1964), chinesischer Ordensgeistlicher, römisch-katholischer Bischof von Hankou
- Cui, Haojing (* 1988), chinesischer Sprinter
- Cui, Jian (* 1961), chinesischer Musiker, oft als Vater der chinesischen Rockmusik bezeichnet
- Cui, Jie (* 1998), chinesischer Tennisspieler
- Cui, Linlin (* 1993), chinesische Skispringerin
- Cui, Tiankai (* 1952), chinesischer Diplomat
- Cui, Xiuwen (1970–2018), chinesische Malerin, Fotografin, Videokünstlerin und Computergrafikerin
- Cui, Yongmei (* 1979), chinesische Fußballschiedsrichterassistentin

### Cuic
- Čuić, Aleksandar (* 1983), kroatischer Basketballspieler und -trainer
- Cuica Chissengueti, Belmiro (* 1969), angolanischer Ordensgeistlicher, römisch-katholischer Bischof von Cabinda

### Cuil
- Cuillerier, Philippe Doudou (1961–2023), französischer Gypsy-Jazz-Musiker (Gitarre, Gesang)

### Cuip
- Cuiper, Bernhard (1913–1999), deutscher Basketballspieler

### Cuis
- Cuisance, Michaël (* 1999), französischer FußballspielerMichaël Cuisance (* 1999)

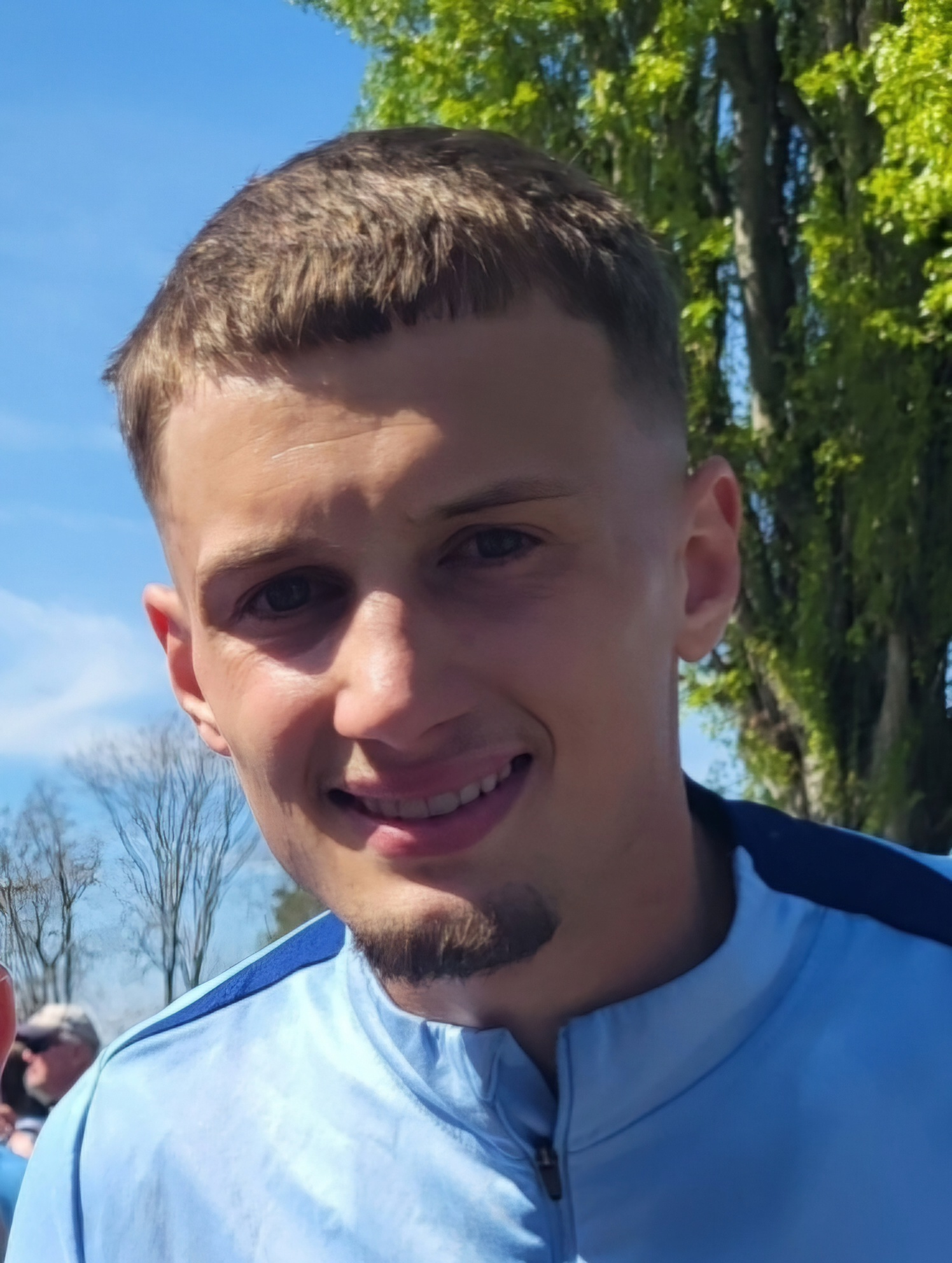
Michaël Cuisance (* 1999)

- Cuisinier, Arnault, französischer Musiker (Kontrabass, Gesang, Komposition)
- Cuisinier, Jeanne (1890–1964), französische Ethnologin
- Cuissard, Antoine (1924–1997), französischer Fußballspieler und -trainer
- Cuisset, Paul (* 1964), französischer Spieleentwickler

### Cuit
- Cuitiño Bosio, Eduardo (* 1974), uruguayischer Mathematiker und Schriftsteller
- Cuitláhuac († 1520), Herrscher der aztekischen Stadt Tenochtitlán

### Cuix
- Cuixart, Jordi (* 1975), spanischer Aktivist
- Cuixart, Modest (1925–2007), spanischer Maler